# Pallacanestro ai XVI Giochi dei piccoli stati d'Europa
Il torneo di pallacanestro ai XVI Giochi dei piccoli stati d'Europa si è svolto dal 2 al 6 giugno 2015.

## Podi
| Evento           | Oro         | Argento | Bronzo      |
| Torneo maschile  | Montenegro  | Islanda | Lussemburgo |
| Torneo femminile | Lussemburgo | Islanda | Malta       |

## Medagliere
| Pos.   | Paese       | Oro | Argento | Bronzo | Totale |
| ------ | ----------- | --- | ------- | ------ | ------ |
| 1      | Lussemburgo | 1   | 0       | 1      | 2      |
| 2      | Montenegro  | 1   | 0       | 0      | 1      |
| 3      | Islanda     | 0   | 2       | 0      | 2      |
| 4      | Malta       | 0   | 0       | 1      | 1      |
| Totale | Totale      | 2   | 2       | 2      | 6      |